# Olof Gråberg
Olof Gråberg, född 4 maj 1716 i Bondkyrka församling, Uppsala stad, 2 september 1767 i Ulrika Eleonora församling, Stockholms stad, var en svensk präst.

## Biografi
Olof Gråberg föddes 1716 i Bondkyrka församling, Uppsala stad. Han var son till kyrkoherden Georg Gråberg och Christina Regina Krahn. Gråberg blev 22 september 1722 student vid Uppsala universitet och var 1738–1747 informator för president Drakes söner. Han avlade magisterexamen vid Uppsala universitet 22 juni 1743 och blev vice konsistorienotarie i Stockholm 2 februari 1747. Den 3 april 1747 prästvigdes han i Storkyrkan och avlades 14 mars samma år prästexamen vid Uppsala universitet. Gråberg blev vice komminister i Franska lutherska församlingen 1748 och konsistorienotarie i Stockholm 28 augusti 1750. Han utnämndes 10 september 1760 till kyrkoherde i Ulrika Eleonora församling, tillträde 1 oktober 1760 och blev assessor i Stockholms konsistorium 7 oktober 1760. Gråberg avled 1767 i Ulrika Eleonora församling.
Gråberg var från 11 augusti 1762 till 19 november 1766 ledamot av Slottsbyggnadsdeputationen. Ett porträtt av honom finns i Ulrika Eleonora församling.

## Familj
Gråberg gifte sig första gången 14 april 1761 med Hedvig Catharina Hörstedt (1733–1763) som ägde mark i Fröslunda socken. Han gifte sig andra gången 8 december 1763 i Ulrika Eleonora församling med Maria Margareta Klint (1740–1821). Hon var dotter till kyrkoherden Erik Klint och Anna Norin i Börstils församling. Maria Margareta Klint gifte om sig efter Gråbergs död med komministern Pehr Stenbeck i Riddarholmens församling och senare med provinsialläkaren Magnus Gabriel Österman i Strängnäs.

### referenser
1. 1 2 3 4 5 6 7 8 9 10 11  Gunnar Hellström, Stockholms stads herdaminne från reformationen intill tillkomsten av Stockholms stift : Biografisk matrikel, 1951, s. 590-591, läs online, läst: 26 november 2021.[källa från Wikidata]
2. 1 2 3  Hellström, Gunnar (1951). Stockholms stads herdaminne från reformationen intill tillkomsten av Stockholms stift: biografisk matrikel. Monografier / utgivna av Stockholms kommunalförvaltning ; [11]. Stockholm: Stockholms kommunförvaltning. sid. 590-591. Libris 24465. https://runeberg.org/sthlmherd/0591.html